# Luigi Beltrame Quattrocchi a Maria Corsini
Luigi Beltrame Quattrocchi (12. ledna 1880, Katánie – 9. listopadu 1951, Řím) a Maria Corsini-Beltrame Quattrocchi (24. června 1884, Florencie – 26. srpna 1965, Bibbiena) byli italští manželé a římskokatoličtí laici. Katolická církev je uctívá jako blahoslavené.

## Luigi Beltrame Quattrocchi
Narodil se dne 12. ledna 1880 v Katánii rodičům Carlu a Francesce Beltrame Vita. Jeho druhé příjmení obdržel, neboť byl vychován a poté adoptován jeho bezdětnou tetou a strýcem Stefanií a Luigim Quattrocchiovými. Přes to však udržoval blízký vztah i se svými rodiči. Navštěvoval školu v Anconě, načež se přestěhoval do Říma, kde žil v oblasti Esquiline. Studoval právní vědu na univerzitě La Sapienza v Římě, na které promoval v roce 1902 s titulem v oboru práv.
Věnoval se poté povoláním v oblasti práv a později zastával řadu funkcí v představenstvech různých bank, včetně Italské banky.

## Maria Corina
Narodila se dne 24. června 1884 ve Florencii do šlechtické rodiny Corsiniů. Její otec Angeiolo Corsini byl kapitánem granátníků královské armády. Její matkou byla Julia Salvi. Kvůli povolání svého otce se její rodina často stěhovala, kdy dětství prožila např. v Pistoii, Arezzu nebo v Římě.
Od mládí jí bylo poskytováno dobré vzdělání, zvláště v oblasti náboženství nebo literatury. Byla zapsána do farní školy v Římě, vedené řeholními sestrami, avšak později přestoupila do státní školy. Po absolutoriu se stala profesorkou pedagogiky a lektorkou. Během života sepsala několik knih na téma vzdělávání.

## Manželský život
Maria Corsini se seznámila Luigim Beltramem Quattrocchim, synem rodinného přítele, v domě své rodiny ve Florencii. Ti dva se vzali dne 25. listopadu 1905 v bazilice Panny Marie Sněžné v Římě. Po svatbě žili společně s rodiči a prarodiči.
V prvních třech letech manželství se jim narodily děti Filippo, Stefania a Cesare. Během čtvrtého těhotenství byla Marii Corsini diagnostikována placenta praevia a vzhledem ke zdravotním rizikům jí bylo doporučeno umělé přerušení těhotenství, což však s manželem rozhodně odmítla. Lékaři pak vyvolali předčasný porod jejich posledního dítěte, Enrichetty, která i přes nepříznivé prognózy lékařů s matkou vyvázla bez následků. Přežití svoje i svého dítěte připisovala Maria Corsini spolu s manželem boží pomoci.
Maria Corsini pracovala během druhé italsko-etiopské války pro Červený kříž jako dobrovolná zdravotní sestra, stejně jako poté během druhé světové války. Manželé doma poskytovali v těžkých obdobích pomoc potřebným. Maria Corsini byla aktivní v místní farnosti a ženské části Katolické akce. Oba manželé byli členy III. františkánského řádu, angažovali se ve skautském hnutí a dalších dobročinných a náboženských organizacích.

## Děti
Pár měl spolu čtyři děti:
- Filippo (15. října 1906 – 20. února 2003), benediktinský kněz, známý jako Don Tarcisio.
- Stefania (9. března 1908 – 1. března 1993), benediktinská jeptiška, známá jako sestra Cecilia.
- Cesare (27. listopadu 1909 – 31. prosince 2008), trapistický mnich, známý jako otec Paolino.[15]
- Enrichetta (6. dubna 1914 – 16. června 2012), zdravotní sestra, jejíž beatifikační proces byl zahájen v roce 2018 a roku 2021 byla prohlášena za ctihodnou.[16]

## Smrt
Luigi Beltrame Quattrocchi zemřel dne 9. listopadu 1951 v Římě. Maria Corsini zemřela 26. srpna 1965 ve svém domě La Madonnina v Serravalle di Bibbiena, který nechal postavit její manžel. Oba jsou pohřbeni v kryptě kostela Panny Marie, Matky Božské lásky v Římě.

## Úcta

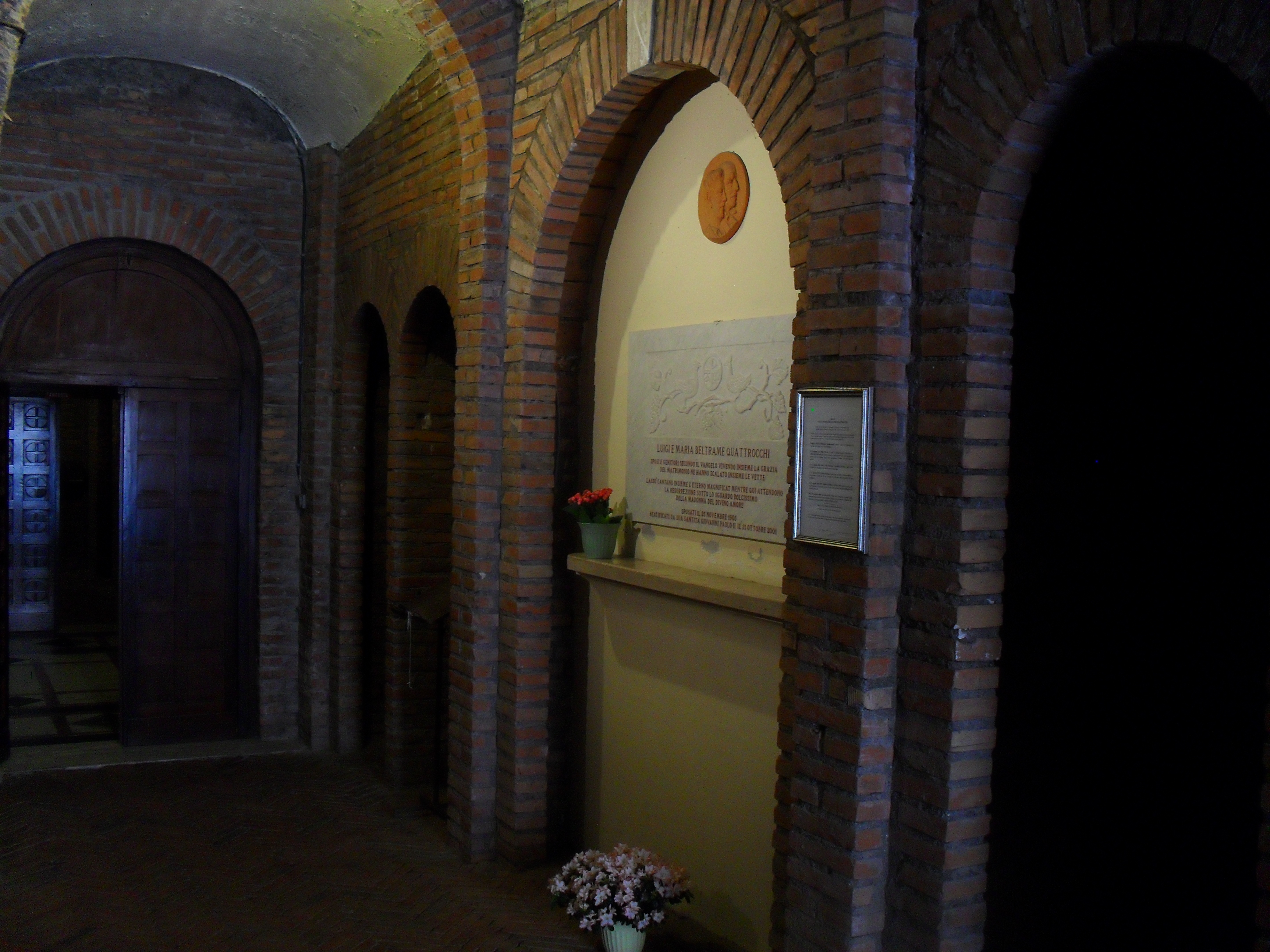
Hrobka manželů v kryptě kostela Panny Marie, Matky Božské lásky v Římě

Jejich beatifikační proces započal dne 18. října 1994, čímž obdrželi titul služebníci Boží. Dne 7. července 2001 je papež sv. Jan Pavel II. podepsáním dekretu o jejich hrdinských ctnostech prohlásil za ctihodné. Dne 7. července 2001 byl uznán zázrak na jejich přímluvu, potřebný pro jejich blahořečení.
Blahořečeni pak byli dne 21. října 2001 v bazilice sv. Petra papežem sv. Janem Pavlem II. Obřadu se mj. zúčastnili i tři děti blahořečených manželů.
Jejich památka je připomínána 25. listopadu. Společně jsou patrony manželských párů a rodin. Kromě toho je Luigi Beltrame Quattrocchi patronem otců a právníků, Maria Corsini pak matek a dobrovolníků.